# Península de Niagara

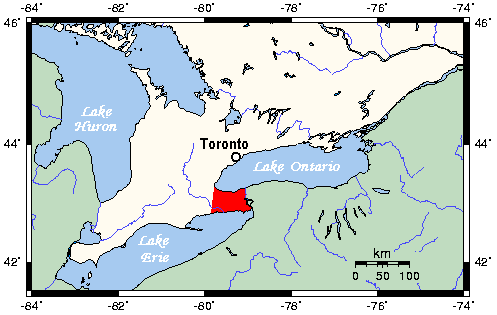
Localização da península no Ontário

A penínsule de Niagara (Niagara Peninsula) é istmo que integra a região denominada Golden Horseshoe, na província canadiana do Ontário entre o lago Ontário a norte e o lago Erie a sul, e que termina a leste no rio Niagara e a oeste ao nível da cidade de Hamilton. A região do outro lado do rio Niagara e do lago Erie é o Estado de Nova Iorque, e é conhecida como "fronteira de Niagara". Com Western New York, a zona forma a maior parte da região de Buffalo-Niagara.
Tecnicamente é um istmo e não uma península.